# Bridgewater (Virgínia)
Bridgewater é uma cidade  localizada no estado norte-americano de Virginia, no Condado de Rockingham.

## Demografia
Segundo o censo norte-americano de 2000, a sua população era de 5203 habitantes. 
Em 2006, foi estimada uma população de 5399, um aumento de 196 (3.8%).

## Geografia
De acordo com o United States Census Bureau tem uma área de 
6,2 km², dos quais 6,2 km² cobertos por terra e 0,0 km² cobertos por água. Bridgewater localiza-se a aproximadamente 437 m acima do nível do mar.

## Localidades na vizinhança
O diagrama seguinte representa as localidades num raio de 20 km ao redor de Bridgewater. 